# 104街車站 (BMT牙買加線)
104街車站（英語：104th Street station）是美國紐約地鐵BMT牙買加線的隔站停靠地鐵站，位於皇后區里奇蒙山牙買加大道102街及104街之間的路段，設有Z線（僅繁忙時段的尖峰方向停站）與J線（任何時候停站（繁忙時段的尖峰方向除外））列車服務。曼哈頓方向月台在2017年3月至2018年初關閉翻新。

## 車站結構
| P 月台層 | 側式月台 | 側式月台 |
| P 月台層 | 西行慢車 | ← 往寬街 (伍德哈文林蔭路) ← 早上繁忙時段往寬街 (伍德哈文林蔭路) ← 早上繁忙時段不停靠                           |
| P 月台層 | 尖峰快車 | 無軌道或道床                                                                                                   |
| P 月台層 | 東行慢車 | → 往牙買加中心-帕森斯／射手 (111街) → → 黃昏繁忙時段往牙買加中心-帕森斯／射手 (121街) → → 黃昏繁忙時段不停靠 → |
| P 月台層 | 側式月台 | |
| M        | 夾層     | 閘機、車站詢問處、Metrocard自動售票機                                                                          |
| G        | 街道層   | 出入口 |

此高架車站在1917年5月28日啟用，在布魯克林聯合高架鐵路時期啟用。
此車站設有兩個側式月台和兩條軌道，中央軌道留有空間。

## 外部連結
- 104th Street entrance from Google Maps Street View
- Platforms from Google Maps Street View（页面存档备份，存于）